# 贵州盾翅藤
贵州盾翅藤（学名：Aspidopterys cavaleriei）为金虎尾科盾翅藤属下的一个种。

## 扩展阅读
- 維基物種上的相關：贵州盾翅藤